# Шталаг

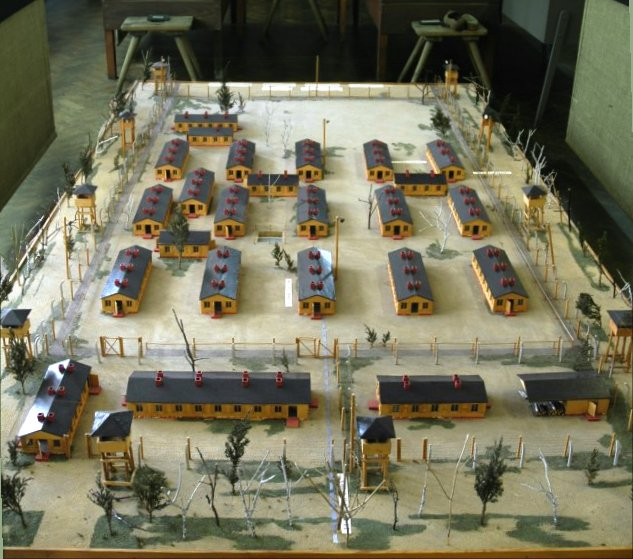
Модель Stalag Luft III

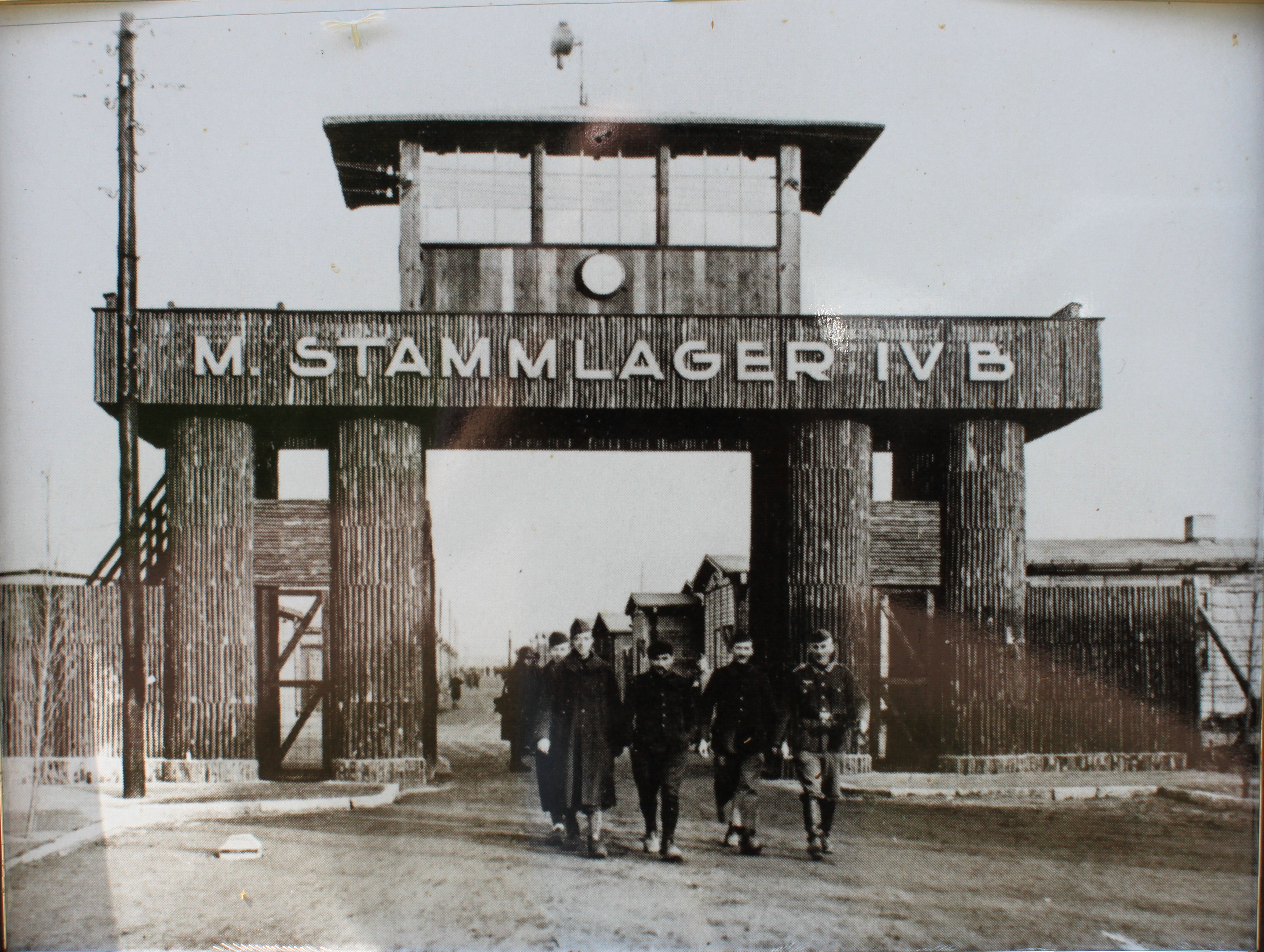
Вхід до табору Stalag IV-B Mühlberg

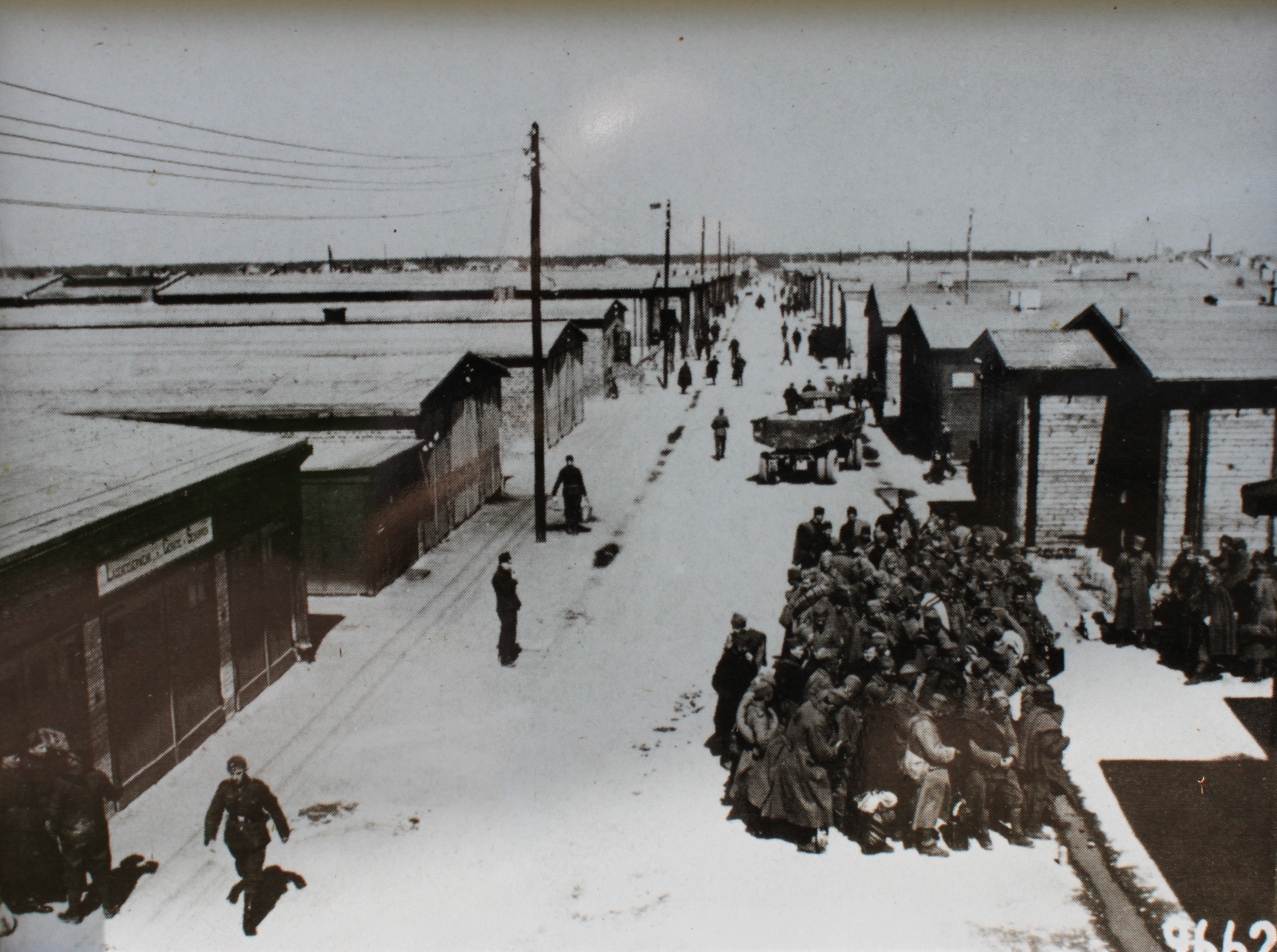
Головна вулиця Stalag IV-B

Шталаг (від скор. нім. Stammlager,  повна назва нім. "Mannschaftsstamm und Straflager") — скорочена назва  концентраційних таборів німецького Вермахту для інтернованих  військовополонених з рядового складу під час Другої світової війни. Індивідуальна назва концтабору складалося з римської цифри його військового округу і великої літери відповідно до тимчасової послідовності їх розташування. 
Всі шталаги перебували в підпорядкуванні Верховного Командування Вермахту, а з листопада 1944 - СС. У них містилися в ув'язненні солдати в званні рядових і унтер-офіцери. У перший час концтабори були розраховані на розміщення 10.000 чоловік, пізніше середня чисельність ув'язнених зросла до 30.000. У 1941 році в Німецькому Рейху перебувало 80 шталагів; у військовому окрузі VI (Мюнстер), до якого також входив округ Зауерланд, їх було вісім. Шталаги були регіональними адміністративними, транзитними і розподільними формуваннями для організації робіт ув'язнених у них військовополонених, а також для управління їх життям в концтаборі. 
Після реєстрації особистих відомостей і, як правило, поверхневого медичного огляду вже кілька днів по тому з розподілу біржі праці військовополонені потрапляли в трудові загони в управлінні шталага. Велика частина ув'язнених у концтаборі військовополонених (близько 90%) залучалася до робіт. У концтаборі знаходилися тільки ті військовополонені, які через поранення, хвороби і виснаження були не в змозі більше працювати, а також військовополонені, які були надані трудовими загонами у подальше розпорядження, працювали у шталазі, нещодавно прибули або перебували в карантині.